# Lichenostigma maureri
Lichenostigma maureri är en lavart som beskrevs av Joseph Hafellner. 
Lichenostigma maureri ingår i släktet Lichenostigma och familjen Lichenotheliaceae. Arten är reproducerande i Sverige.